# Autel des Druides
L'Autel des Druides, appelé aussi allée couverte des Rocques, est une allée couverte qui se dresse sur le territoire de la commune française des Moitiers-d'Allonne, dans le département de la Manche, en région Normandie.

## Localisation
L'allée couverte est situé au Grand-Breuil sur le territoire des Moitiers-d'Allonne, dans le département français de la Manche.

## Historique
L'Autel des Druides est parfois signalé à tort comme étant sur la commune de La Haye-d'Ectot. Il a été classé au titre des monuments historiques le 8 janvier 1906, à la demande de Léon Coutil.

## Description
L'allée couverte mesure 19,80 m de longueur pour une largeur variant entre 1 et 1,20 m. Elle comporte treize orthostates côté est. Quatre tables de couverture sont encore en place. La hauteur sous dalle atteint environ 1,90 m. Toutes les dalles sont en grès.